# La Cité de la joie
Pour les articles homonymes, voir La Cité de la joie (homonymie).
Pour l'adaptation cinématographique, voir La Cité de la Joie (film).
La Cité de la Joie est un roman de Dominique Lapierre paru en 1985.

## Inspiration
Le personnage central du roman, Paul Lambert, prêtre français dans le livre, est inspiré de la figure de deux religieux travaillant dans les bidonvilles de Calcutta en Inde : le père François Laborde et Gaston Grandjean, missionnaire suisse qui a changé son nom en Gaston Dayanand en adoptant la nationalité indienne en 1992.
Entre autres mérites, les ponts qu'il établit entre les différentes religions qui se côtoient dans ce bidonville de Calcutta sont un merveilleux message d'espoir.[réf. souhaitée]

## Accueil
Le livre a été traduit en 31 langues, et son tirage dépasse plus de 40 millions d'exemplaires.[réf. souhaitée]
Dominique Lapierre a créé une fondation internationale pour scolariser les enfants et ouvrir des dispensaires, entre autres.

## Adaptation
Le livre a été adapté librement au cinéma avec La Cité de la joie (1992) de Roland Joffé.